# 全国手話通訳問題研究会
一般社団法人全国手話通訳問題研究会（ぜんこく しゅわつうやく もんだい けんきゅうかい、英:National Research Association for Sign Language Interpretation）は、手話や手話通訳、聴覚障害者問題についての研究・運動を行う団体。略称は全通研（ぜんつうけん）。全国47都道府県に支部を持つ。

## 事業
- 手話や手話通訳、聴覚障害者問題についての研究・運動
- 機関誌『手話通訳問題研究』の発行及び研究図書等の出版

などを行っている。

## 沿革
- 1968年（昭和43年）6月、「第1回全国手話通訳者会議」が福島県で開催。
- 1974年（昭和49年）6月、「第7回全国手話通訳者会議」（青森県）において、全国手話通訳問題研究会結成。
- 1976年（昭和51年）8月、「全国手話通訳者会議」を「全国手話通訳問題研究集会」に改称・分離し、京都府で開催。
- 1985年（昭和60年）2月、「第1回全国手話通訳問題研究討論集会」が大阪府で開催、平成26年まで1年2集会体制になる。
- 1987年（昭和62年）、事務所を京都府上京区内に設置。
- 1990年（平成2年）
  - 全47都道府県に支部が結成される。これにより9ブロック・47支部体制が確立される。
  - 「手話通訳者の実態と健康についての全国調査」開始。以降5年毎（5で割り切れる年）に実施。
- 2001年（平成13年）、会員1万人突破。
- 2010年（平成22年）4月1日、一般社団法人に移行。
- 2015年（平成27年）5月、次世代活動委員会（通称：N-Action委員会）が発足。

## 全国手話通訳問題研究集会
全日本ろうあ連盟と共催で開催する事業。聴覚障害者問題や手話通訳者に関する研究分科会や関連する講座のほか、開催地の観光地を巡るツアーなど幅広いテーマを3日間で学ぶ。
開催日
毎年8月の金曜日・土曜日・日曜日の連続3日間。
会場
| 年                                                    | 日付                     | 回次               | 開催地                                             | 備考                                                             | 備考                                                             | 備考                                                             | 備考                                                             |
| ----------------------------------------------------- | ------------------------ | ------------------ | -------------------------------------------------- | ---------------------------------------------------------------- | ---------------------------------------------------------------- | ---------------------------------------------------------------- | ---------------------------------------------------------------- |
| 全国手話通訳者会議 時代 （全国ろうあ者大会に併催）    |                          |                    |                                                    |                                                                  |                                                                  |                                                                  |                                                                  |
| 1968年（昭和43年）                                    | 6月2日                   | 第1回              | 福島県福島市                                       | 初めて開催される                                                 | 初めて開催される                                                 | 初めて開催される                                                 | 初めて開催される                                                 |
| 1969年（昭和44年）                                    | 5月10日 - 11日           | 第2回              | 熊本県熊本市                                       |                                                                  |                                                                  |                                                                  |                                                                  |
| 1970年（昭和45年）                                    | 5月2日 - 3日             | 第3回              | 東京都特別区                                       |                                                                  |                                                                  |                                                                  |                                                                  |
| 1971年（昭和46年）                                    | 5月2日 - 3日             | 第4回              | 岡山県岡山市                                       |                                                                  |                                                                  |                                                                  |                                                                  |
| 1972年（昭和47年）                                    | 6月2日 - 3日             | 第5回              | 長野県長野市                                       | 「手話通訳についての当面の方針」を全日本ろうあ連盟が発表         | 「手話通訳についての当面の方針」を全日本ろうあ連盟が発表         | 「手話通訳についての当面の方針」を全日本ろうあ連盟が発表         | 「手話通訳についての当面の方針」を全日本ろうあ連盟が発表         |
| 1973年（昭和48年）                                    | 6月2日 - 3日             | 第6回              | 大阪府大阪市                                       |                                                                  |                                                                  |                                                                  |                                                                  |
| 1974年（昭和49年）                                    | 6月2日 - 3日             | 第7回              | 青森県青森市                                       | 設立会議                                                         | 設立会議                                                         | 設立会議                                                         | 設立会議                                                         |
| 1975年（昭和50年）                                    | 4月30日 - 5月1日         | 第8回              | 愛知県名古屋市                                     | 最後の併催                                                       | 最後の併催                                                       | 最後の併催                                                       | 最後の併催                                                       |
| 全国手話通訳問題研究集会（夏集会） 時代               |                          |                    |                                                    |                                                                  |                                                                  |                                                                  |                                                                  |
| 1976年（昭和51年）                                    | 8月21日 - 22日           | 第9回              | 京都府京都市                                       | 単独開催へ移行、8月に移動                                        | 単独開催へ移行、8月に移動                                        | 単独開催へ移行、8月に移動                                        | 単独開催へ移行、8月に移動                                        |
| 1977年（昭和52年）                                    | 8月19日 - 21日           | 第10回             | 福島県福島市                                       | 3日制試行、専任通訳者の集いを開催 福島での開催は第1回以来9年ぶり | 3日制試行、専任通訳者の集いを開催 福島での開催は第1回以来9年ぶり | 3日制試行、専任通訳者の集いを開催 福島での開催は第1回以来9年ぶり | 3日制試行、専任通訳者の集いを開催 福島での開催は第1回以来9年ぶり |
| 1978年（昭和53年）                                    | 8月19日 - 20日           | 第11回             | 静岡県静岡市                                       | 初めて参加者が1,500人を超える 第1回全国専任手話通訳者会議を開催  | 初めて参加者が1,500人を超える 第1回全国専任手話通訳者会議を開催  | 初めて参加者が1,500人を超える 第1回全国専任手話通訳者会議を開催  | 初めて参加者が1,500人を超える 第1回全国専任手話通訳者会議を開催  |
| 1979年（昭和54年）                                    | 7月28日 - 30日           | 第12回             | 福岡県福岡市                                       | 3日制導入、7月の開催 サークルブロック代表者会議実施              | 3日制導入、7月の開催 サークルブロック代表者会議実施              | 3日制導入、7月の開催 サークルブロック代表者会議実施              | 3日制導入、7月の開催 サークルブロック代表者会議実施              |
| 1980年（昭和55年）                                    | 8月23日 - 25日           | 第13回             | 大阪府大阪市                                       | 大阪での開催は第6回以来7年ぶり                                   | 大阪での開催は第6回以来7年ぶり                                   | 大阪での開催は第6回以来7年ぶり                                   | 大阪での開催は第6回以来7年ぶり                                   |
| 1981年（昭和56年）                                    | 8月22日 - 24日           | 第14回             | 長野県長野市                                       | 長野での開催は第5回以来9年ぶり                                   | 長野での開催は第5回以来9年ぶり                                   | 長野での開催は第5回以来9年ぶり                                   | 長野での開催は第5回以来9年ぶり                                   |
| 1982年（昭和57年）                                    | 8月6日 - 8日             | 第15回             | 千葉県千葉市                                       | 参加者が2,000人を超える                                          | 参加者が2,000人を超える                                          | 参加者が2,000人を超える                                          | 参加者が2,000人を超える                                          |
| 1983年（昭和58年）                                    | 8月26日 - 28日           | 第16回             | 愛知県名古屋市                                     | 分科会試行                                                       | 分科会試行                                                       | 分科会試行                                                       | 分科会試行                                                       |
| 全国手話通訳問題研究討論集会（冬集会）の分離開催 時代 |                          |                    |                                                    |                                                                  |                                                                  |                                                                  |                                                                  |
| 年                                                    | 全通研夏集会             | 全通研夏集会       | 全通研夏集会                                       | 全通研討論冬集会                                                 | 全通研討論冬集会                                                 | 全通研討論冬集会                                                 |                                                                  |
| 年                                                    | 日付                     | 回次               | 開催地                                             | 日付                                                             | 回次                                                             | 開催地                                                           |                                                                  |
| 年                                                    | 備考                     | 備考               | 備考                                               | 備考                                                             | 備考                                                             | 備考                                                             |                                                                  |
| 1984年（昭和59年）                                    | 8月24日 - 26日           | 第17回             | 京都府京都市                                       |                                                                  |                                                                  |                                                                  |                                                                  |
| 1985年（昭和60年）                                    | 8月23日 - 25日           | 第18回             | 北海道小樽市                                       | 2月10日 - 11日                                                   | 第1回                                                            | 大阪府大阪市                                                     |                                                                  |
| 1985年（昭和60年）                                    | 県庁所在地以外での開催初 |                    |                                                    |                                                                  |                                                                  |                                                                  |                                                                  |
| 1986年（昭和61年）                                    | 8月22日 - 24日           | 第19回             | 広島県広島市                                       | 2月8日 - 9日                                                     | 第2回                                                            | 東京都                                                           |                                                                  |
|                                                       |                          |                    |                                                    |                                                                  |                                                                  |                                                                  |                                                                  |
|                                                       |                          |                    |                                                    |                                                                  |                                                                  |                                                                  |                                                                  |
| 2014年（平成26年）                                    | 8月8日 - 10日            | 第47回             | 福島県郡山市                                       | 2月                                                              | 第30回                                                           | 大阪府大阪市                                                     |                                                                  |
| 2014年（平成26年）                                    | 設立40周年式典開催       | 設立40周年式典開催 | 設立40周年式典開催                                 | 最後の討論集会                                                   | 最後の討論集会                                                   | 最後の討論集会                                                   |                                                                  |
| 全国手話通訳問題研究集会（夏集会）へ統合              |                          |                    |                                                    |                                                                  |                                                                  |                                                                  |                                                                  |
| 年                                                    | 日付                     | 回次               | 開催地                                             | 開催地                                                           | 開催地                                                           | 開催地                                                           |                                                                  |
| 年                                                    | 日付                     | 回次               | 備考                                               |                                                                  |                                                                  |                                                                  |                                                                  |
| 2015年（平成27年）                                    | 8月21日 - 23日           | 第48回             | 三重県鈴鹿市・津市                                 | 鈴鹿医療科学大学 白子キャンパス                                  | 鈴鹿医療科学大学 白子キャンパス                                  | 鈴鹿医療科学大学 白子キャンパス                                  |                                                                  |
| 2015年（平成27年）                                    | 8月21日 - 23日           | 第48回             | 講座・分科会の体制始まる、N-Actionのつどいが始まる |                                                                  |                                                                  |                                                                  |                                                                  |
| 2016年（平成28年）                                    | 8月19日 - 21日           | 第49回             | 神奈川県横浜市                                     | 神奈川県民ホール・横浜国立大学                                   | 神奈川県民ホール・横浜国立大学                                   | 神奈川県民ホール・横浜国立大学                                   |                                                                  |
| 2017年（平成29年）                                    | 8月18日 - 20日           | 第50回             | 広島県福山市                                       | ふくやま芸術文化ホール・福山市立大学                             | ふくやま芸術文化ホール・福山市立大学                             | ふくやま芸術文化ホール・福山市立大学                             |                                                                  |
| 2017年（平成29年）                                    | 8月18日 - 20日           | 第50回             | 全通研発足50周年記念事業実施                       |                                                                  |                                                                  |                                                                  |                                                                  |
| 2018年（平成30年）                                    | 8月17日 - 19日           | 第51回             | 沖縄県那覇市・宜野湾市                             | 沖縄国際大学                                                     | 沖縄国際大学                                                     | 沖縄国際大学                                                     |                                                                  |
| 2018年（平成30年）                                    | 8月17日 - 19日           | 第51回             | 初めて沖縄本島での開催                             |                                                                  |                                                                  |                                                                  |                                                                  |
| 2019年（令和元年）                                    | 8月16日 - 18日           | 第52回             | 奈良県奈良市                                       | 奈良県文化会館                                                   | 奈良県文化会館                                                   | 奈良県文化会館                                                   |                                                                  |
| 2019年（令和元年）                                    | 8月16日 - 18日           | 第52回             |                                                    |                                                                  |                                                                  |                                                                  |                                                                  |

- 全国手話通訳問題研究討論集会

1985年 - 2014年の2月に、聴覚障害者問題や手話通訳者に関する討論が行われた集会。2015年より全国手話通訳問題研究集会に吸収された。

## 組織

### 会長
|            | 代数  | 氏名       | 在任期間                        | 備考                           |
| ---------- | ----- | ---------- | ------------------------------- | ------------------------------ |
| 運営委員長 | 初代  | 伊東雋祐   | 1974年 - 2004年（29年8ヶ月）    | 2004年 - 2005年 名誉運営委員長 |
| 運営委員長 | 第2代 | 市川恵美子 | 2004年 - 2010年（6年）          |                                |
| 会長       | 第2代 | 市川恵美子 | 2010年 - 2011年10月（1年5ヶ月） | 在任中に逝去                   |
| 会長       | 第3代 | 石川芳郎   | 2011年11月 - 2016年（4年5ヶ月） |                                |
| 会長       | 第4代 | 渡辺正夫   | 2016年 -                        |                                |

### 部局
事務局
- 事務所
  - 所在地：京都府京都市上京区室町通今出川下ル 繊維会館3階

財政部
予算の編成・執行、決算の作成
研究部
手話や手話通訳に関する調査・研究、集会等の企画・運営
出版部
書籍やビデオ、DVDの企画・発行、手話や手話通訳に関する出版物の斡旋
健康対策部
手話通訳者の健康対策に関する調査や事業
組織部
組織強化に関わる活動
- N-Action委員会

40歳以下の会員に対する活動支援・育成。2015年度から組織化。
研究誌部
『手話通訳問題研究』の発行
国際部
各国の手話通訳者組織との情報交換や交流

### ブロック・支部
| ブロック                                    | 支部       | 支部正式名               | 地域班                | 備考                          |
| ------------------------------------------- | ---------- | ------------------------ | --------------------- | ----------------------------- |
| 北海道ブロック                              | 北海道支部 | 北海道手話通訳問題研究会 | 10地域支部・18地域班  | 唯一の1ブロック1支部          |
| 東北ブロック                                | 青森支部   | 青森県手話通訳問題研究会 | 8地域班               | 1974年、全国組織結成の地      |
| 東北ブロック                                | 岩手支部   | 岩手手話通訳問題研究会   | 4地域班               |                               |
| 東北ブロック                                | 秋田支部   | 秋田支部                 | 4地域班               |                               |
| 東北ブロック                                | 宮城支部   | 宮城県手話通訳問題研究会 | 6地域班               | ウェブサイト                  |
| 東北ブロック                                | 山形支部   | 山形県手話通訳問題研究会 | 5地域班               |                               |
| 東北ブロック                                | 福島支部   | 福島県手話通訳問題研究会 | 5地域班               | 第1回全国手話通訳者会議開催地 |
| 関東ブロック （関東手話通訳問題研究会）     | 茨城支部   | 茨城県手話通訳問題研究会 | 5地域班               | ウェブサイト                  |
| 関東ブロック （関東手話通訳問題研究会）     | 栃木支部   | 栃木県手話通訳問題研究会 | 5地域班               | ウェブサイト                  |
| 関東ブロック （関東手話通訳問題研究会）     | 群馬支部   | 群馬県手話通訳問題研究会 |                       |                               |
| 関東ブロック （関東手話通訳問題研究会）     | 埼玉支部   | 埼玉県手話通訳問題研究会 | 11地域班              |                               |
| 関東ブロック （関東手話通訳問題研究会）     | 千葉支部   | 千葉県手話通訳問題研究会 | 26地域班              | ウェブサイト                  |
| 関東ブロック （関東手話通訳問題研究会）     | 東京支部   | 東京都手話通訳問題研究会 |                       | ウェブサイト                  |
| 関東ブロック （関東手話通訳問題研究会）     | 神奈川支部 | 神奈川手話通訳問題研究会 |                       | ウェブサイト                  |
| 関東ブロック （関東手話通訳問題研究会）     | 山梨支部   | 山梨手話通訳問題研究会   |                       | ウェブサイト                  |
| 北信越ブロック （北信越手話通訳問題研究会） | 新潟支部   | 新潟県手話通訳問題研究会 | 2地域班（下越・長岡） |                               |
| 北信越ブロック （北信越手話通訳問題研究会） | 長野支部   | 長野県手話通訳問題研究会 | 11地域班              |                               |
| 北信越ブロック （北信越手話通訳問題研究会） | 富山支部   | 富山県手話通訳問題研究会 |                       | ウェブサイト                  |
| 北信越ブロック （北信越手話通訳問題研究会） | 石川支部   |                          |                       |                               |
| 北信越ブロック （北信越手話通訳問題研究会） | 福井支部   | 福井県手話通訳問題研究会 |                       | ウェブサイト                  |
| 東海ブロック （東海手話通訳問題研究会）     | 岐阜支部   | 岐阜支部                 |                       |                               |
| 東海ブロック （東海手話通訳問題研究会）     | 静岡支部   | 静岡県手話通訳問題研究会 | 8地域班               |                               |
| 東海ブロック （東海手話通訳問題研究会）     | 愛知支部   | 愛知県手話通訳問題研究会 | 5地域班               |                               |
| 東海ブロック （東海手話通訳問題研究会）     | 三重支部   | 三重県手話通訳問題研究会 |                       |                               |
| 近畿ブロック （近畿手話通訳問題研究会）     | 滋賀支部   | 滋賀県手話通訳問題研究会 | 6地域班               |                               |
| 近畿ブロック （近畿手話通訳問題研究会）     | 京都支部   | 京都手話通訳問題研究会   | 5地域班               | 事務所所在地                  |
| 近畿ブロック （近畿手話通訳問題研究会）     | 大阪支部   | 大阪手話通訳問題研究会   | 5ブロック             | 第1回全通研討論集会開催地     |
| 近畿ブロック （近畿手話通訳問題研究会）     | 兵庫支部   | 兵庫手話通訳問題研究会   | 8地域班               | ウェブサイト                  |
| 近畿ブロック （近畿手話通訳問題研究会）     | 奈良支部   | 奈良県手話通訳問題研究会 | 5地域班               | ウェブサイト                  |
| 近畿ブロック （近畿手話通訳問題研究会）     | 和歌山支部 | 和歌山手話通訳問題研究会 | 4ブロック             |                               |
| 中国ブロック                                | 鳥取支部   | 鳥取支部                 | 3グループ             |                               |
| 中国ブロック                                | 島根支部   | 島根支部                 | 6地域班               | ウェブサイト                  |
| 中国ブロック                                | 岡山支部   | 岡山手話通訳問題研究会   |                       |                               |
| 中国ブロック                                | 広島支部   | 広島県手話通訳問題研究会 | 6ブロック             | ウェブサイト                  |
| 中国ブロック                                | 山口支部   | 山口支部                 |                       | ウェブサイト                  |
| 四国ブロック （四国手話通訳問題研究会）     | 徳島支部   | 徳島県手話通訳問題研究会 |                       |                               |
| 四国ブロック （四国手話通訳問題研究会）     | 香川支部   | 香川手話通訳問題研究会   |                       |                               |
| 四国ブロック （四国手話通訳問題研究会）     | 愛媛支部   | 愛媛県手話通訳問題研究会 |                       | ウェブサイト                  |
| 四国ブロック （四国手話通訳問題研究会）     | 高知支部   | 高知県手話通訳問題研究会 |                       |                               |
| 九州ブロック                                | 福岡支部   | 福岡県手話通訳問題研究会 | 4地区・9地域班        | ウェブサイト                  |
| 九州ブロック                                | 佐賀支部   | 佐賀県手話通訳問題研究会 |                       |                               |
| 九州ブロック                                | 長崎支部   |                          |                       |                               |
| 九州ブロック                                | 熊本支部   | 熊本県手話通訳問題研究会 |                       |                               |
| 九州ブロック                                | 大分支部   | 大分県手話通訳問題研究会 | 7地域班               | ウェブサイト                  |
| 九州ブロック                                | 宮崎支部   |                          |                       |                               |
| 九州ブロック                                | 鹿児島支部 | 鹿児島支部               | 4地域班               |                               |
| 九州ブロック                                | 沖縄支部   |                          |                       |                               |